# Mannargudi
Mannargudi (tamil: மன்னார்குடி) är en ort i Indien.   Den ligger i distriktet Thiruvarur och delstaten Tamil Nadu, i den södra delen av landet, 2 000 km söder om huvudstaden New Delhi. Mannargudi ligger 23 meter över havet och antalet invånare är 63 148.
Terrängen runt Mannargudi är mycket platt, och sluttar österut. Runt Mannargudi är det tätbefolkat, med 570 invånare per kvadratkilometer. Mannargudi är det största samhället i trakten. Trakten runt Mannargudi består till största delen av jordbruksmark.